# Louise Sophie Danneskiold-Samsøe

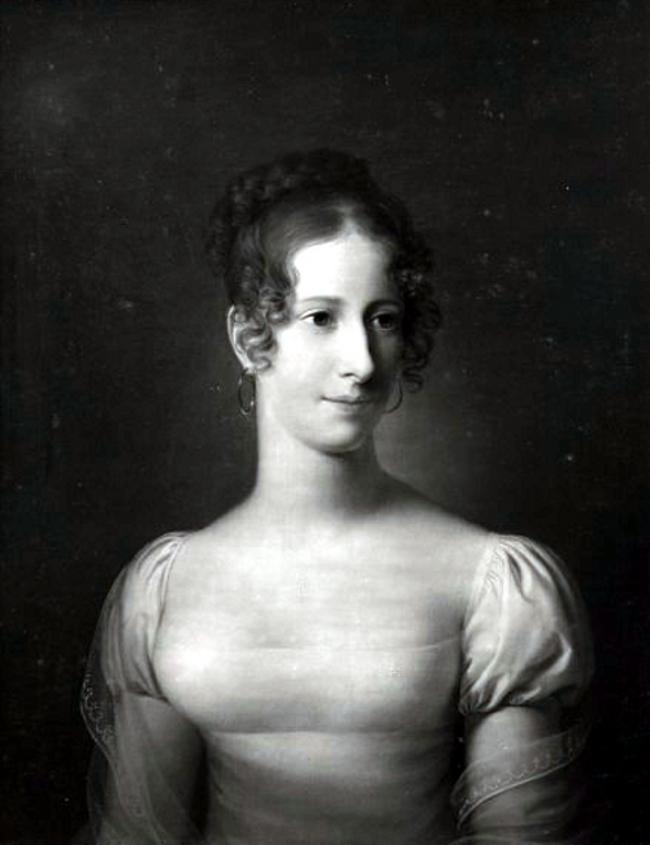
Louisa Sophie Danneskjold-Samsøe

Louise Sophie Danneskiold-Samsøe (* 22. September 1796 in Gisselfeld bei Haslev; † 11. März 1867 in Primkenau) war eine dänische Adlige und durch Heirat Herzogin von Schleswig-Holstein-Sonderburg-Augustenburg.

## Leben

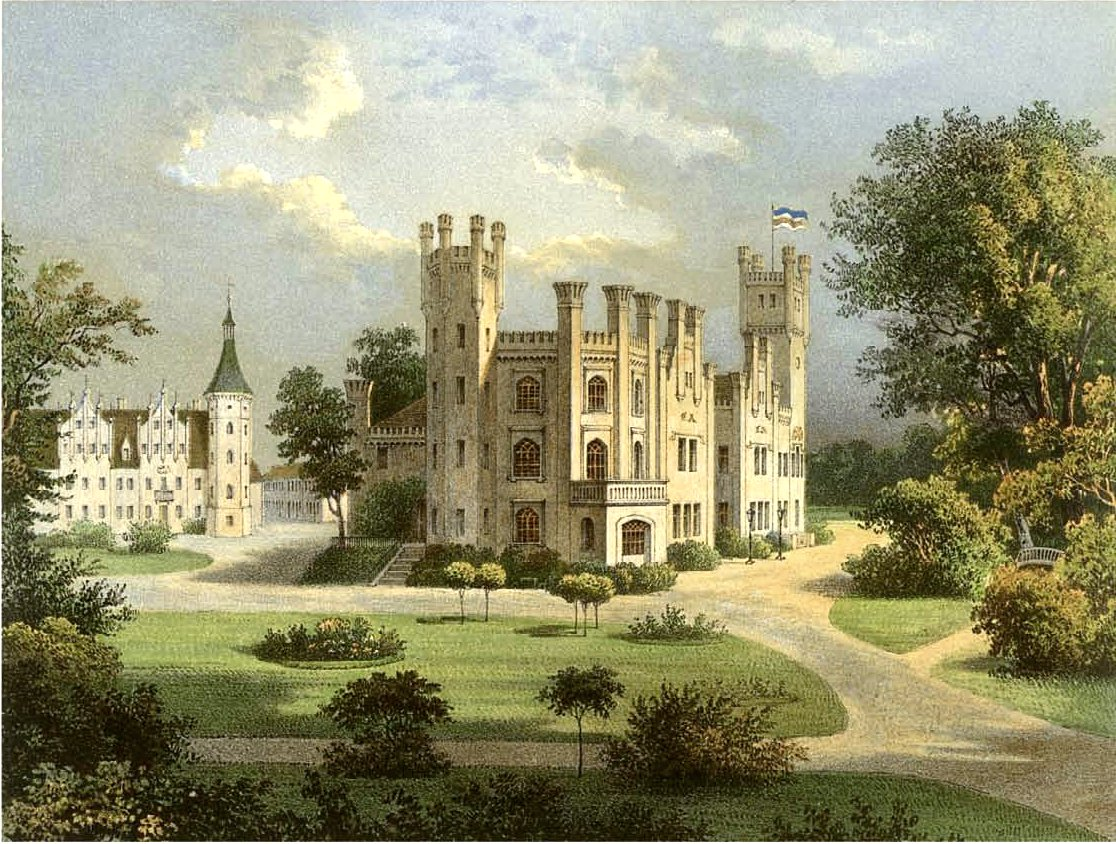
Schloss Primkenau um 1860, Sammlung Alexander Duncker

Louise Sophie Danneskiold-Samsøe war die Tochter des Grafen Christian Conrad Sophus Danneskiold-Samsøe (1774–1823) und der Johanne Henriette Valentine Kaas (1776–1843), Tochter des dänischen Admirals Friedrich Christian Kaas (1727–1804). Ihre Familie geht auf Christian Gyldenløve (1674–1703), einen unehelichen Sohn des dänischen Königs Christian V. und dessen Mätresse Sophie Amalie Moth, zurück. 1816 lernte Louise Sophie ihren späteren Ehemann Christian August Herzog von Schleswig-Holstein-Sonderburg-Augustenburg (1798–1869) kennen. Die Vermählung fand am 18. September 1820 in Gisselfeld statt. Im Schleswig-Holsteinischen Krieg standen die Augustenburger auf Seiten der Aufständischen, die planten, die beiden Herzogtümer unter der Regierung des Augustenburger Herzogs dem Deutschen Bund beitreten zu lassen. In der Folge musste die Familie 1848 ihr Stammschloss auf Alsen verlassen. Von der dänischen Krone als Verräter betrachtet und nach dem Ende der sogenannten Erhebung 1851 offiziell des Landes verwiesen, wurde ihr Besitz vom dänischen Staat beschlagnahmt. Von der Abfindungssumme erwarb die Familie 1853 Schloss und Herrschaft Primkenau in Niederschlesien. Louise Sophie starb dort am 11. März 1867 nach vierzehntägiger Krankheit an „Erschöpfung“. Ihr Leichnam wurde in der früheren evangelischen Pfarrkirche von Primkenau (jetzt Polnisch-Orthodoxe Kirche St. Michael) bestattet. Sie war die Großmutter der letzten deutschen Kaiserin Auguste Viktoria.

## Familie
Aus der Ehe mit Christian August von Schleswig-Holstein-Sonderburg-Augustenburg gingen sieben Kinder hervor:
- Alexander Friedrich Georg (1821–1823)

- Luise Auguste (1823–1872)

- Karoline Amelie (1826–1901)

- Wilhelmine Friederike (1828–1829)

- Friedrich VIII. (1829–1880) ⚭ Prinzessin Adelheid zu Hohenlohe-Langenburg

- Christian (1831–1917) ⚭ Prinzessin Helena von Großbritannien und Irland

- Henriette (1833–1917) ⚭ Friedrich von Esmarch